# Aeroelastizität
Aeroelastizität beschreibt in der Aerodynamik die Elastizität von Strukturen, die von Gasen wie Luft umströmt werden. Die Strömung wird von der Struktur unter Turbulenzen umgelenkt und übt dabei einen Druck auf sie aus. Die ausgeübten Kräfte können Festkörper elastisch verformen und zum Schwingen anregen.
Diese Vorgänge sind zu beobachten an:
- der Struktur des Leit- und Tragwerks bei Flugzeugen
- Rotorblättern von Windenergieanlagen
- Bäumen und Grashalmen im Wind
- angeblasenen Zungenpfeifen der Äolsharfe
- den Lippen eines Trompetenspielers
- den Stimmbändern.

Die Aeroelastik umfasst die physikalischen Vorgänge, die an umströmten Strukturen entstehen, wenn die aerodynamischen Lasten mit den elastomechanischen Kräften und Verformungen der Strukturen wechselwirken.

## Luftfahrt
In der Aeronautik wird im Wesentlichen unterschieden zwischen Buffeting, Flattern, Umkehr der Ruderwirkung und Aerodynamischer Divergenz.
Trotz der Komplexität der physikalischen Vorgänge werden einhergehende Probleme mittlerweile in der Regel sicher beherrscht. In der Geschichte der Luftfahrt kam es jedoch mit steigender Fluggeschwindigkeit immer wieder zu Problemen mit Auswirkungen der Aeroelastizität, bis hin zum plötzlichen Absturz. Problematisch ist vor allem die nichtlineare Kopplung der durch die Strömung verursachten Kräfte mit den Strukturkräften.

## Windkraft
Erst die aeroelastische Simulation ermöglichte den Bau wirtschaftlicher, moderner Windkraftanlagen mit mehreren Megawatt Leistung. Insbesondere die Rotorblätter sind starken aerodynamischen Kräften ausgesetzt und müssen entsprechend geformt werden.
Das Thema Aeroelastische Modellierung kommt aus der Windkraft, wo die Norm IEC 61400 (VDE 0127) dieses Verfahren als bevorzugte Methode für den Festigkeitsnachweis vorsieht.

## Brückenbau
Diese Vorgänge treten auch bei Brücken auf, deren Überbau nicht aerodynamisch gebaut ist. Grund dafür können Kármán-Wirbel sein; das sind gegenläufige Wirbel, die sich hinter dem umströmten Objekt abwechselnd ablösen. Die Frequenz dieses Vorgangs hängt von der Windgeschwindigkeit ab. Fällt die Ablösefrequenz mit der Eigenfrequenz des Objektes zusammen, so gerät es in Schwingung.
Bei der Tacoma-Narrows-Brücke von 1940 führte Flattern zum Einsturz.
Grund dafür war die extrem schlanke und verwindungsweiche Fahrbahnplatte. Bei höheren Windgeschwindigkeiten wurde sie zu Torsionsschwingungen angeregt, wodurch die Halteseile überlastet wurden und rissen.